# Kyathalapura, Belur
Kyathalapura là một làng thuộc tehsil Belur, huyện Hassan, bang Karnataka, Ấn Độ.